# Mondovisione (Federica Carta)
Mondovisione è un singolo della cantante italiana Federica Carta, pubblicato il 14 dicembre 2018 come primo estratto dall'album Popcorn.
Mondovisione fa parte della colonna sonora della pellicola La Befana vien di notte di Michele Soavi.

## Tracce
Testi e musiche di Andrea Farri, Daniele Lazzarin, Daniele Mungai e Daniele Dei.
1. Mondovisione – 3:34